# Dødsspring til Hest fra Cirkuskuplen
Dødsspring til Hest fra Cirkuskuplen er dansk stum dramafilm produceret af Nordisk Films Kompagni og instrueret af Eduard Schnedler-Sørensen efter manuskript af Alfred Kjerulf. Filmens hovedrolle som grev Willy von Rosenörn spilles af Valdemar Psilander. Filmen er i genren "sensationsfilm", en populær genre i datiden indeholdende spektakulære stunts.   
Filmen havde dansk premiere den 26. august 1912 i Panoptikon Teatret i København og blev i tysktalende lande distribueret som Die grosse Attraction, i engelsktalende lande som The Great Circus Catastrophe og i fransktalende lande som La grande Attraction. 

## Handling
Da Grev Willy von Rosenörn bliver ruineret, flytter han ind på et artisthotel, hvor han stifter bekendtskab med Cirkus Carino. Han betages af cirkusdirektørens elskerinde i en sådan grad, at han drister sig til at udføre et livsfarligt cirkusnummer for at imponere hende.
Det livsfarlige cirkusnummer består i at greven siddende på en hest bliver hejset op i toppen af cirkuskuplen, hvorfra han - og hesten - springer ned i manegen. Valdemar Psilander udførte ofte sine halsbrækkende stunts selv, men i dette tilfælde blev benyttet en stuntman til optagelserne af springet. Som stuntman blev benyttet den svenskfødte berider, Axel Mattson, der var nær ven af Psilander. Ifølge datidens presse blev kom Mattson så alvorligt til skade ved optagelsen, at han fik en sølvplade indopereret i kraniet.

## Medvirkende
- Valdemar Psilander, som Grev Willy von Rosenørn
- Jenny Roelsgaard, som Danserinden miss Evelyn
- Aage Hertel, som Cirkusdirektør Winge
- Frederik Jacobsen, som Gamle John, tjener hos greven
- Frederik Christensen, som sagfører
- Axel Mattsson, som cirkusrytter
- Agnes Lorentzen
- Ellen Ræder som Skolerytterske Mlle Doré
- Alma Hinding
- Lauritz Olsen som Værtshusgæst
- Valda Valkyrien